# Contea di Leslie
La contea di Leslie in inglese Leslie County è una contea dello Stato del Kentucky, negli Stati Uniti. La popolazione al censimento del 2000 era di 12 401 abitanti. Il capoluogo di contea è Hyden